# Czagoda
Czagoda – osiedle typu miejskiego w Rosji, w obwodzie wołogodzkim. W 2010 roku liczyło 6920 mieszkańców.